# Syllitus tabidus
Syllitus tabidus là một loài bọ cánh cứng trong họ Cerambycidae.